# William Holland (atlet)
William Joseph Holland (8. marts 1874 i Boston – 20. november 1930) var en amerikansk atlet som deltog i OL 1900 i Paris.
Holland vandt en sølvmedalje i atletik under OL 1900 i Paris. Han kom på en andenplads i 400 m efter landsmanden Maxie Long.